# Braine (Frankrijk)
Braine is een gemeente in het Franse departement Aisne (regio Hauts-de-France). De plaats maakt deel uit van het arrondissement Soissons. Braine telde op 1 januari 2022 2.243 inwoners.

## Bezienswaardigheden
- De abdijkerk Saint-Yved is een gotische kerk gebouwd tussen 1180 en 1216. Ze diende als de necropolis van de graven van Dreux.

## Geografie
De oppervlakte van Braine bedroeg op 1 januari 2022 11,61 vierkante kilometer; de bevolkingsdichtheid was toen 193,2 inwoners per km².
De onderstaande kaart toont de ligging van Braine met de belangrijkste infrastructuur en aangrenzende gemeenten.

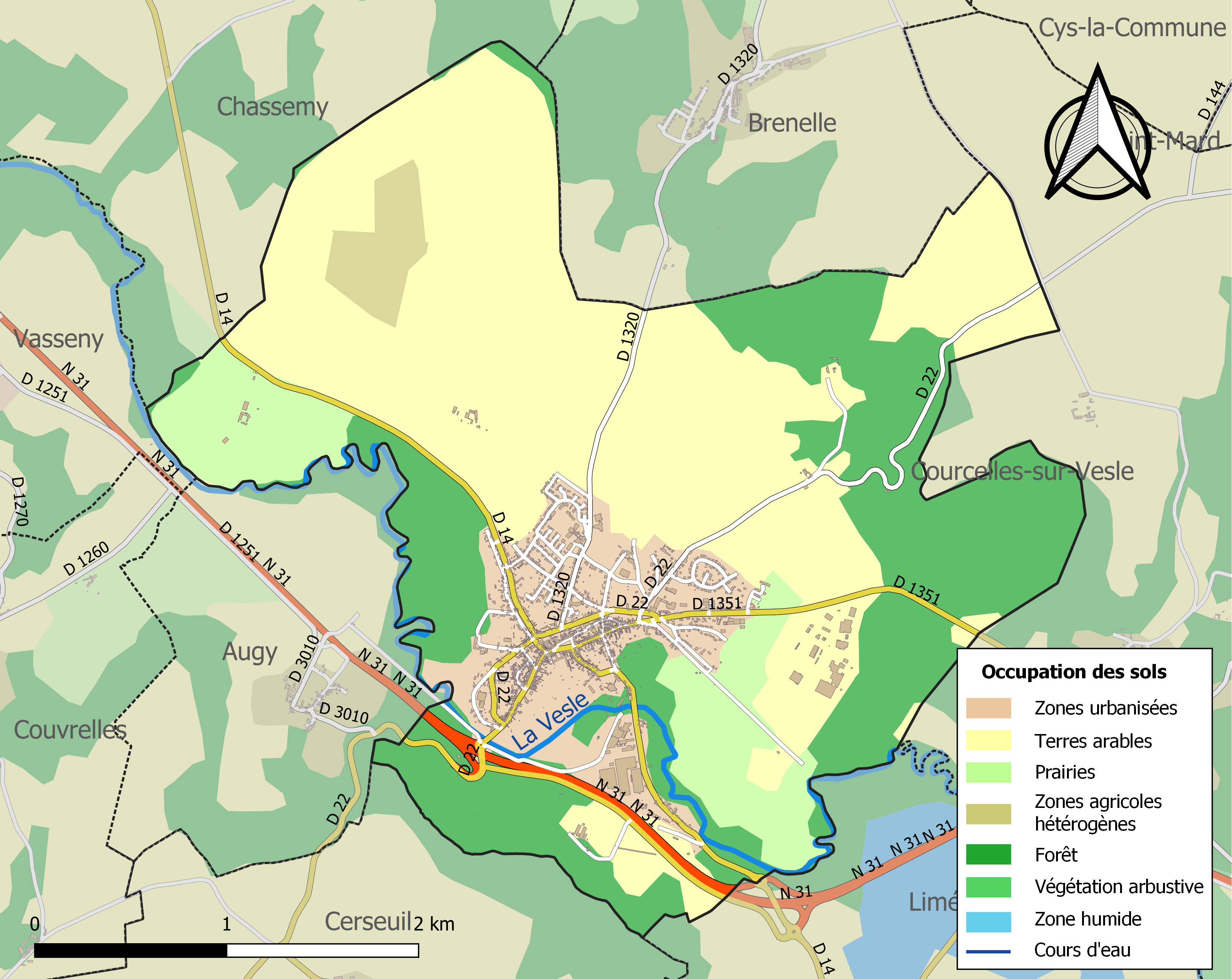

## Demografie
Onderstaande figuur toont het verloop van het inwonertal (bron: INSEE-tellingen).
Vanwege een beveiligingsprobleem met de MediaWiki Graph-software is het momenteel niet mogelijk deze grafiek weer te geven. Zodra de software is bijgewerkt zal de grafiek vanzelf weer zichtbaar worden.